# 高田JAPAN
高田JAPAN（たかだジャパン）は、高田将司、蔦宗正人、伊藤茂騎、藤田洋平、草野伸介、小森拓真、中井絢子ら7人のスーツアクターによる事務所公認エンターテイメント（お笑い）ユニット。
2017年に発足。

## メンバー
高田将司（たかだまさし）
東京都出身。1989年10月25日。ジャパンアクションエンタープライズ所属。高田JAPANでは監督（リーダー）を務める。
蔦宗正人（つたむねまさと）
神奈川県出身。1987年6月26日。ジャパンアクションエンタープライズ所属。
伊藤茂騎（いとうしげき）
神奈川県出身。1988年12月20日。ジャパンアクションエンタープライズ所属。
藤田洋平（ふじたようへい）
三重県出身。1986年月8月19日。ジャパンアクションエンタープライズ所属。
草野伸介（くさのしんすけ）
北海道出身。1990年9月17日。レッド・エンタテイメント・デリヴァー所属。
小森拓真（こもりたくま）
栃木県出身。1993年8月25日。元レッド・エンタテイメント・デリヴァー所属。
中井絢子（なかいあやこ）
元ジャパンアクションエンタープライズ所属

## 概要
高田JAPANとは、スーツアクター高田将司監督を務める、蔦宗正人、伊藤茂騎、藤田洋平、草野伸介、小森拓真、中井絢子ら7名で構成される事務所公認のエンターテイメント(お笑い)ユニットである。
主な活動内容は、ファンミーティング等イベントの企画や、Youtube動画の作成・投稿、オリジナル商品の販売などである。Youtubeでは専用の公式チャンネルは存在せず、事務所公式であるJAEチャンネルの毎週日曜日10時の投稿と、イベント関連はFPTD　フォニックスチャンネルへ動画が投稿されている。スーツアクターという存在の周知を目的としている。
2017年、高田将司、藤田洋平、草野伸介3人で特撮作品の撮影現場を盛り上げたいとの思いから、木偶の坊3人組を意味する「木偶NO☆ボーイズ（DBoys）」を結成。その後、ちゃんとした人も入れようと、蔦宗正人、伊藤茂騎を加え、5人で高田JAPANを結成した。
2018年に中井絢子が加入。小森拓真は研究生として加入し7人グループとなる。なお、研究生から正規メンバー昇格の条件は1年間寝坊をしないことであるが、高田JAPANでの活動面においての違いはみられない。
スーツアクター以外では、追加戦士兼伊藤茂騎マネージャーとして加藤弘之監督、俳優枠では南圭介、横山涼、庄司浩平、齋藤璃佑、森岡豊、長濱慎、声優枠では稲田徹が加入している。
プロデューサー、ディレクター、カメラマン、動画編集は合同会社FPTD社長の髙栁優一（フォニ）が務める。
当初グッズの作成は藤田洋平が担当していたが、最近ではデザイナーのキョンが担当している。